# Tetrastichus amgun
Tetrastichus amgun är en stekelart som beskrevs av Kostjukov 1995. Tetrastichus amgun ingår i släktet Tetrastichus och familjen finglanssteklar. Inga underarter finns listade i Catalogue of Life.